# Canton d'Alzon
Le canton d'Alzon est une ancienne division administrative française du département du Gard, dans l'arrondissement du Vigan.

## Composition
| Nom               | Code Insee | Intercommunalité    | Superficie (km2) | Population (dernière pop. légale) | Densité (hab./km2) |
| ----------------- | ---------- | ------------------- | ---------------- | --------------------------------- | ------------------ |
| Alzon (chef-lieu) | 30009      | CC du Pays viganais | 27,48            | 193 (2014)                        | 7                  |
| Arrigas           | 30017      | CC du Pays viganais | 20,28            | 211 (2014)                        | 10                 |
| Aumessas          | 30025      | CC du Pays viganais | 21,45            | 234 (2014)                        | 11                 |
| Blandas           | 30040      | CC du Pays viganais | 37,46            | 144 (2014)                        | 3,8                |
| Campestre-et-Luc  | 30064      | CC du Pays viganais | 38,10            | 113 (2014)                        | 3                  |
| Vissec            | 30353      | CC du Pays viganais | 21,83            | 56 (2014)                         | 2,6                |

## Histoire
De 1833 à 1848, les cantons d'Alzon et de Trèves avaient le même conseiller général. Le nombre de conseillers généraux était limité à 30 par département.

## Administration

### Conseillers généraux
| Période      | Période          | Identité                                       | Étiquette                               | Qualité                                                                                      |
| ------------ | ---------------- | ---------------------------------------------- | --------------------------------------- | -------------------------------------------------------------------------------------------- |
| 1833         | 1848             | Charles Félix Adrien Marquès du Luc            |                                         | Substitut du Procureur général à Nîmes                                                       |
| 1848         | 1880             | Pierre Marquès du Luc                          | Droite                                  | Conseiller honoraire à la Cour Impériale de Nîmes Propriétaire à Alzon                       |
| 1880         | 1892             | François de La Marche                          | Républicain                             | Conseiller à la Cour                                                                         |
| 1892         | 1904             | Antoine Brun                                   | Républicain                             | Industriel à Alzon                                                                           |
| 1904         | 1905 (décès)     | Émile Gros                                     | Rad.                                    | Propriétaire à Alzon                                                                         |
| 1906         | 1910             | Hippolyte Marquès du Luc                       | RG                                      | Propriétaire à Alzon                                                                         |
| 1910         | 1918 (décès)     | Victor Espagne (1854-1918)                     | Rad.                                    | Médecin à Aumessas                                                                           |
| 1918         | 1919             | siège vacant                                   |                                         |                                                                                              |
| 1919         | 1940             | Gabriel Espagne (fils de V.Espagne, 1885-1957) | Rad.                                    | Médecin à Aumessas Nommé conseiller départemental en 1942                                    |
|              |                  |                                                |                                         |                                                                                              |
| 1945         | 1948 (décès)     | Léon Crès                                      | SFIO                                    | Notaire à Aumessas Maire d'Alzon, ancien conseiller d'arrondissement                         |
| 7 mars 1948  | 1949             | M. Souchon                                     | MRP                                     |                                                                                              |
| 1949         | 1990 (décès)     | Marcel Rouquette (1908-1990)                   | SFIO puis DVG puis PSU puis DVG puis PS | Entrepreneur, maire d'Alzon (1951-1989)                                                      |
| 10 juin 1990 | 2006 (démission) | Jean-Claude Roustant                           | PS                                      | Entrepreneur de travaux publics à Alzon                                                      |
| 2006         | 2015             | Laurent Pons                                   | PS                                      | Maire de Vissec depuis 1981, 1e vice-président de la Communauté de communes du Pays Viganais |

### Conseillers d'arrondissement (de 1833 à 1940)
| Période                                  | Période | Identité              | Étiquette                | Qualité |
| ---------------------------------------- | ------- | --------------------- | ------------------------ | --- |
| 1833                                     | 1848    | Scipion Teulon        |                          | Juge d'instruction au tribunal civil du Vigan                                                               |
| 1848                                     | 1877    | Antoine Arnal         |                          | Notaire à Alzon, suppléant du juge de paix                                                                  |
| 1877                                     | 1883    | Jules Martin          |                          | Adjoint au maire d'Alzon                                                                                    |
| 1883                                     | 1895    | Antoine Rousset       |                          | Propriétaire, maire de Campestre                                                                            |
| 1895                                     | 1910    | Victor Espagne père   | Républicain puis Radical | Médecin, délégué cantonal à Aumessas,                                                                       |
| 6 novembre 1910                          | 1919    |                       |                          | |
| 1919                                     | 1934    | Victor Espagne (fils) | Radical                  | Médecin, Aumessas                                                                                           |
| 1934                                     | 1940    | Léon Crès             | SFIO                     | Notaire, maire d'Alzon                                                                                      |
| 1940                                     |         |                       |                          | Les conseils d'arrondissement ont été suspendus par la loi du 12 octobre 1940 et n'ont jamais été réactivés |
| Les données manquantes sont à compléter. |         |                       |                          | |

## 2 photos du canton
|  |  |

## Démographie
| 1962  | 1968  | 1975 | 1982 | 1990 | 1999 | 2006 | 2011 | 2012 |
| ----- | ----- | ---- | ---- | ---- | ---- | ---- | ---- | ---- |
| 1 227 | 1 015 | 896  | 839  | 800  | 893  | 909  | 946  | 949  |